# Gamaches
Gamaches – miejscowość i gmina we Francji, w regionie Hauts-de-France, w departamencie Somma.
Według danych na rok 2011 gminę zamieszkiwały 2774 osoby, a gęstość zaludnienia wynosiła 280 osób/km² (wśród 2293 gmin Pikardii Gamaches plasuje się na 72. miejscu pod względem liczby ludności, natomiast pod względem powierzchni na miejscu 458.).